# Sledge Hammer!
Sledge Hammer! is een Amerikaans satirische sitcom die tussen 1986 en 1988 twee seizoenen werd uitgezonden door ABC.
De serie was geïnspireerd door Clint Eastwoods Dirty Harry en draaide om inspecteur Sledge Hammer, een gewelddadige, nihilistische, en sadistische detective van het San Francisco Police Department. Zijn beste vriend is zijn .44 Magnum, en zijn adagium luidt: Trust me. I know what I'm doing. Zo blies hij in de pilotaflevering met een raketwerper een gebouw op, om zo een halt toe te roepen aan een sluipschutter op het dak.
Andere personages in de serie waren Hammers helder denkende politiepartner, Dori Doreau, en de driftige korpschef Trunk.
Alan Spencer, het creatieve brein achter de reeks, probeerde in de jaren zeventig het idee van een wapengekke, absurde agent aan de Amerikaanse networks verkocht te krijgen, maar ving bot. Tien jaar later, met de populariteit van de vierde Dirty Harry-film Sudden Impact en de televisieseries Police Squad! en Hunter, nam ABC zijn script aan.